# 習志野演習場

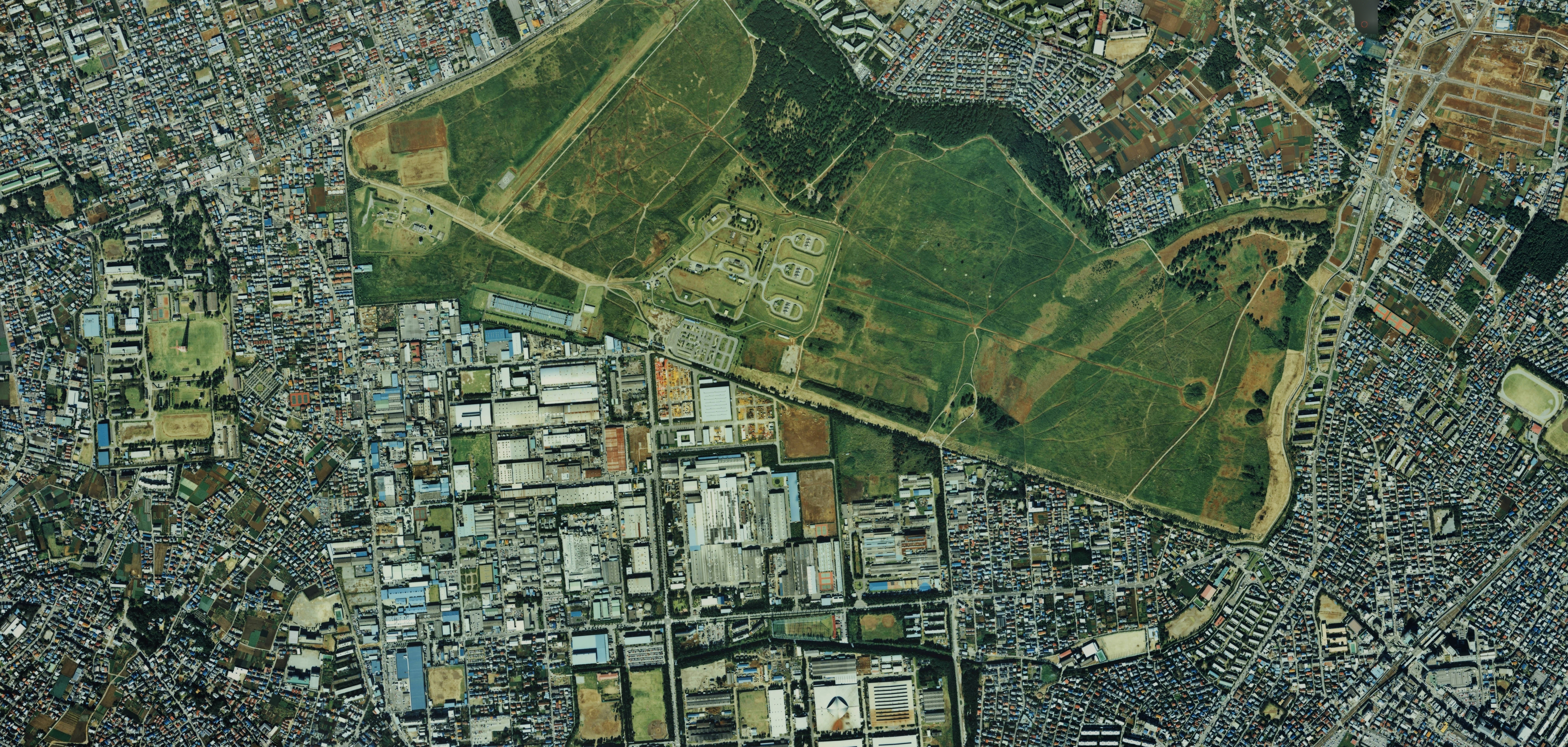
習志野演習場付近の空中写真。住宅地の中に広大な敷地を有している。演習場の西方向（画像左側）住宅密集地に囲まれた敷地に習志野駐屯地が見える。（1989年撮影の4枚を合成作成）

習志野演習場（ならしのえんしゅうじょう）とは千葉県船橋市・八千代市に所在する陸上自衛隊の演習場である。
習志野駐屯地（習志野分屯基地）同様、航空自衛隊と敷地を共有しており、演習場の一角には分屯基地施設が設置されている。

## 概要
習志野駐屯地の東方近隣にあり、主に習志野駐屯地に所在する第1空挺団等が訓練で使用する。演習場では空挺団に所属する自衛官が持続走や各種訓練を行っている姿を目にすることが出来る。
毎年1月には防衛大臣臨場の下、「降下訓練始め（NYJIP）」が行われている。

## 施設等

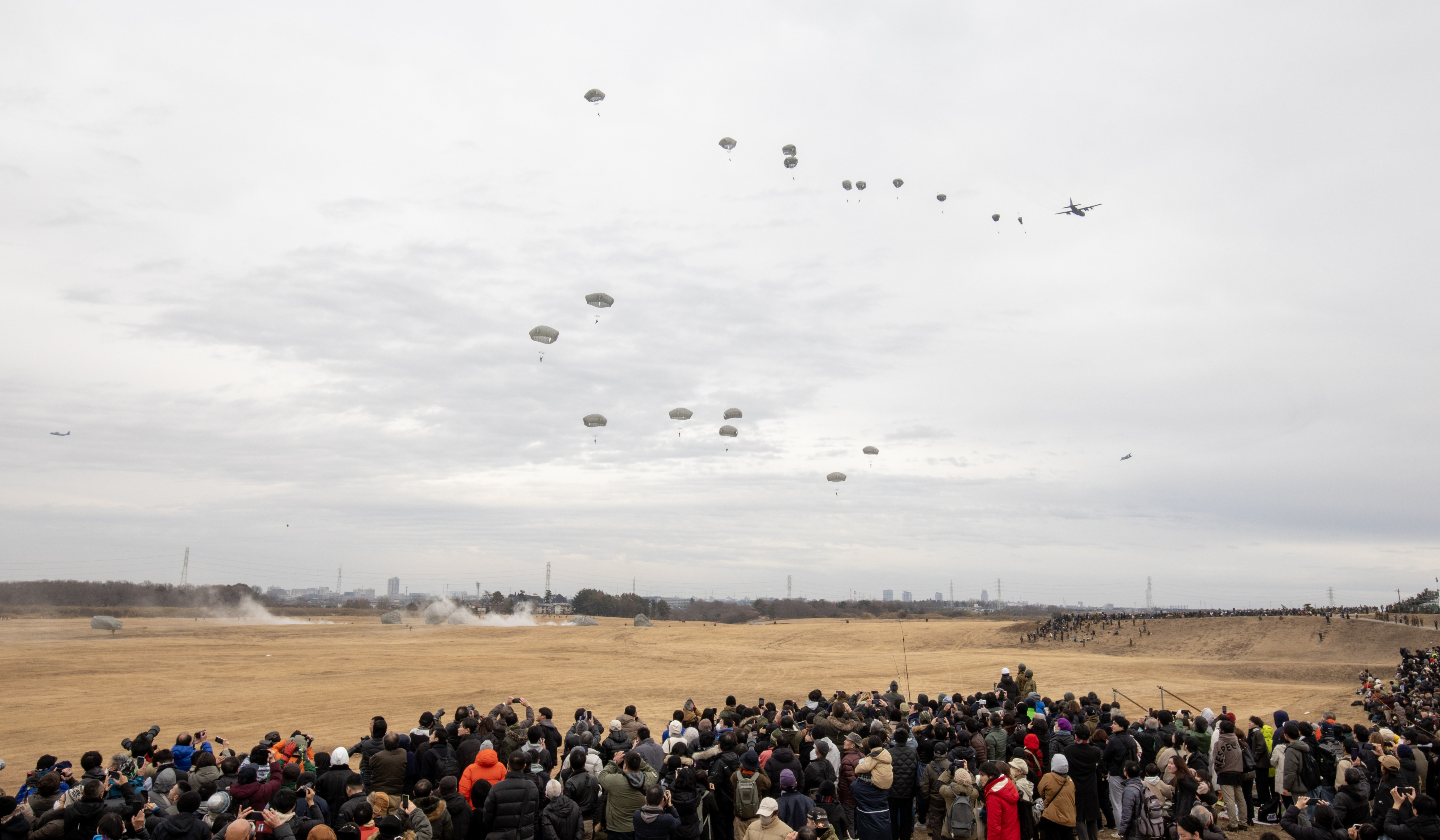
降下訓練始め(NYJIP)での空挺降下の様子

- 降下訓練始め(NYJIP)での空挺降下の様子屋内射撃場：射距離200mにて実弾射撃が可能。射撃システムにより弾痕表示が自動的に表示される設備を有している。
- 自動車訓練場：自衛隊員が各種自動車の運転技能を修得するための施設。普通自動車・大型自動車や牽引免許・大型特殊免許を取得可能。教習コース内に「鋭角」練習可能なスペースがあり、2種免許の練習に使用される[1]。
- ラグビー場：習志野陸上自衛隊ラグビー部（トップイーストリーグDiv.2）のホームグラウンド。公式戦も行われている。各カテゴリーでの強豪チームが合宿を行うこともある。
- 大型航空機機体型訓練装置：中古のボーイング767の胴体を転用した訓練施設。ハイジャックなど特殊事案を想定した訓練用途と推測されている[2][3][4]。

航空自衛隊施設
航空自衛隊第1高射群第1高射隊が装備する地対空誘導弾ペトリオットの発射地区がある。

## 所在地について
「習志野演習場」という名称ではあるが、所在地は船橋市・八千代市であり、習志野市の市域内には所在していない。

## その他
近年では日本各地に所在していた旧日本陸軍軍用跡地に毒ガス弾が埋設され残っている問題が浮上した（旧帝国陸軍地毒ガス埋設問題）。習志野演習場においても例外ではなく、陸軍習志野学校跡地などと同様に環境省・財務省・防衛省が調査を実施している（広域として所在地ではない習志野市などの近隣市町村を含む）。2004年（平成16年）3月1日から陸軍習志野学校跡地で調査を開始し、同年度の調査では6地点で「異常なし」となり、「毒ガス成分は不検出」との調査結果を公表した。同年7月31日から2004年（平成16年）度の第一次環境調査を開始したが、この時も「毒ガス成分は不検出」との調査結果となり、引き続き地下探査を継続することになった。近隣地区では、腐食した金属製の不審物には手を触れず警察に知らせるよう指導されている。
地下水への影響については、環境省が2005年（平成17年）4月に調査を実施しその安全性が確認されている。更に八千代市では水道水源井戸としての安全性を調査するため2008年（平成20年）1月22日に市独自で水質調査を実施し、市上下水道局ではすべての地下水で毒ガス関連物質は検出されず、安全な地下水であることが確認されている。

### 広報
1. ↑  “「習志野演習場」における旧軍毒ガス弾等の環境調査”.   八千代市 環境保全課 (2013年4月1日). 2016年8月16日閲覧。